# Lichoslavl
Lichoslavl (rusky Лихосла́вль) je město v Tverské oblasti v Ruské federaci. Při sčítání lidu v roce 2010 měla přes dvanáct tisíc obyvatel.

## Poloha a doprava
Lichoslavl leží přibližně čtyřicet kilometrů severozápadně od Tveru, správního střediska oblasti.
Přes Lichoslavl prochází železniční trať Petrohrad–Moskva a začíná zde trať přes Toržok a Ržev do Vjazmy.

## Dějiny
K roku 1624 je na místě dnešní Lichoslavle doložena vesnice Ostaškovo. První zmínka o jméně Lichoslavl je z počátku 19. století. V roce 1851 byla uvedena do provozu hlavní trať z Moskvy do Petrohradu, v roce 1870 vedlejší trať do Vjazmy.
Od roku 1925 je Lichoslavl městem.